# Enoshima

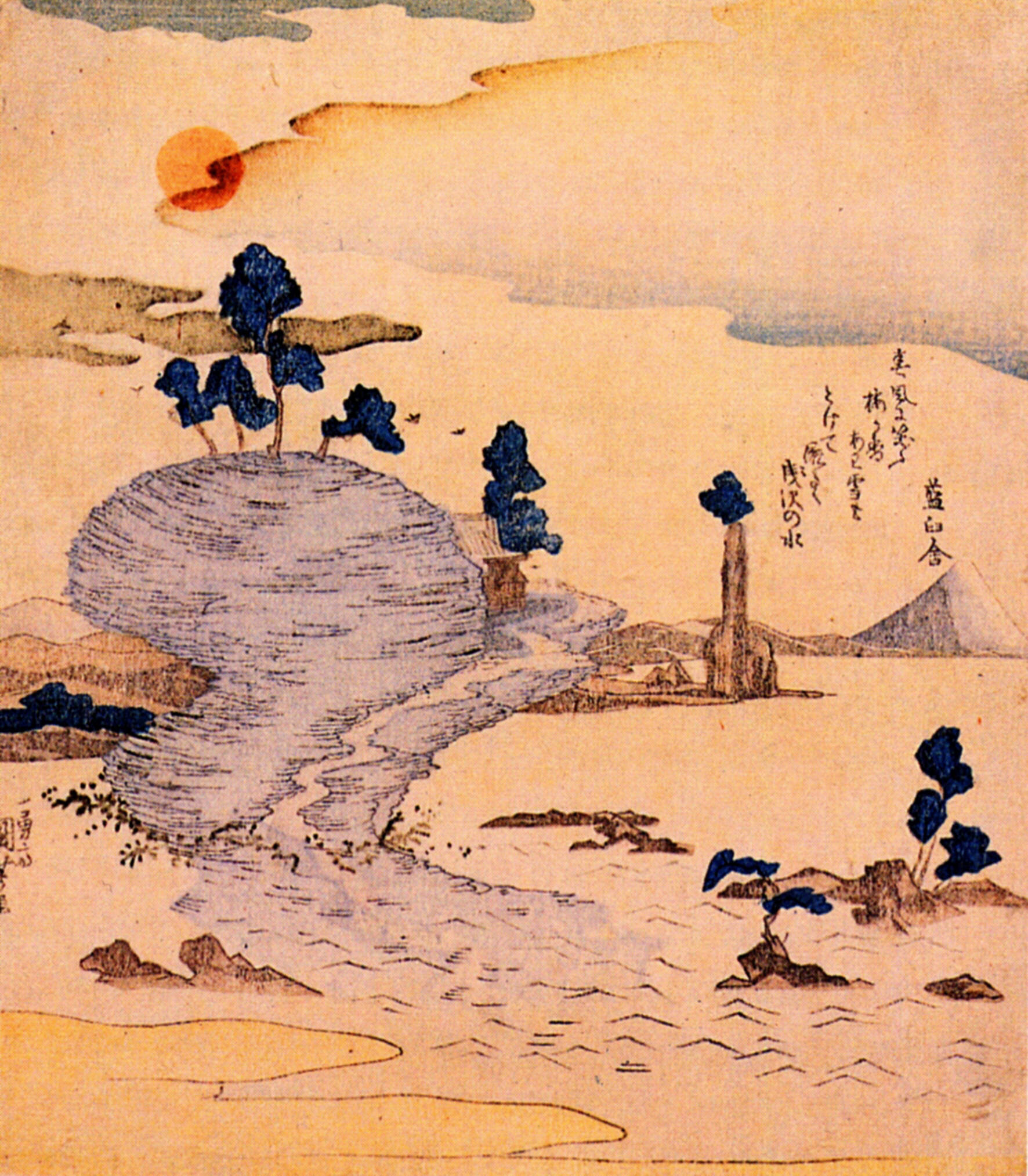
Enoshima (Zeichnung von Utagawa Kuniyoshi)

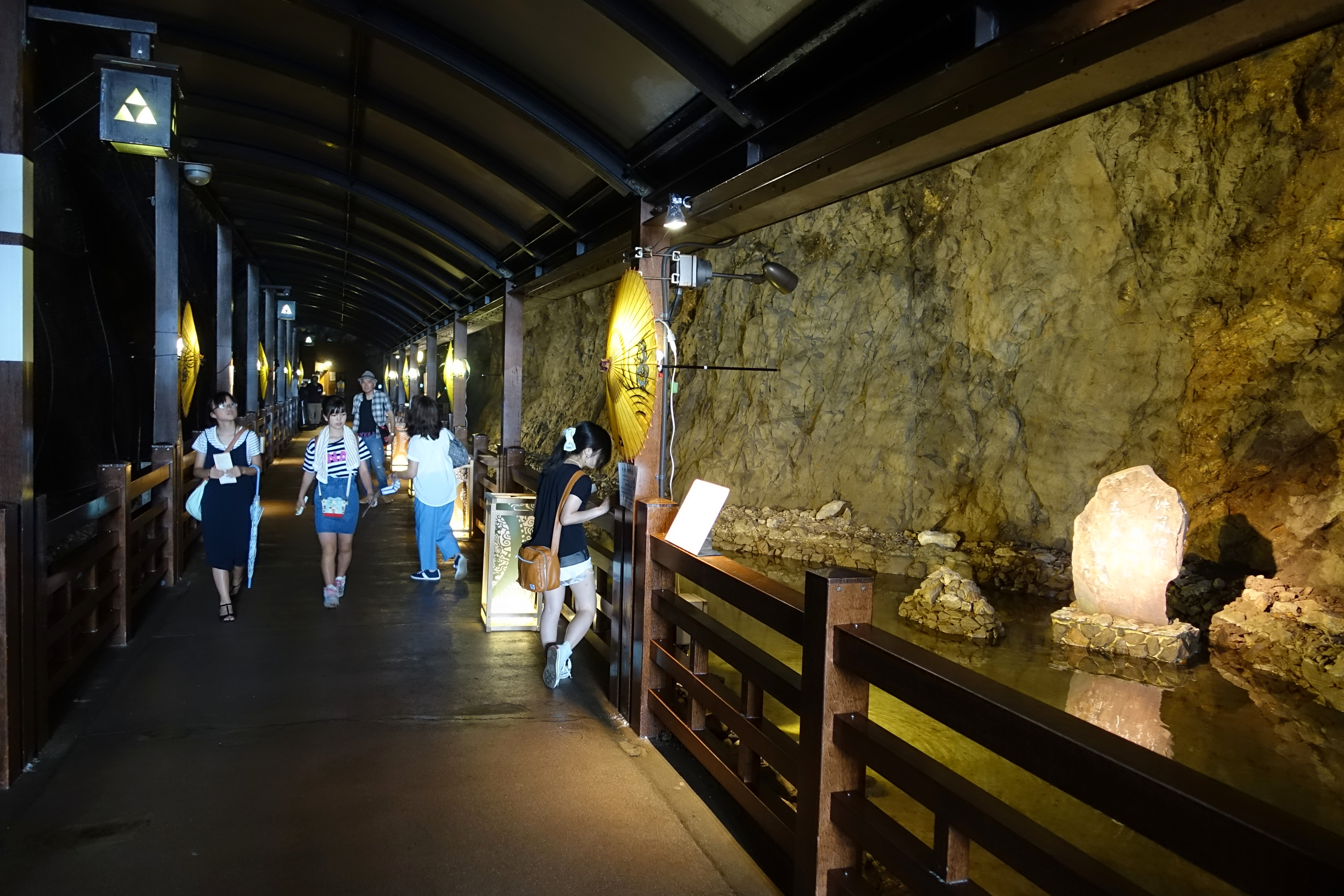
Iwaya-Höhlen

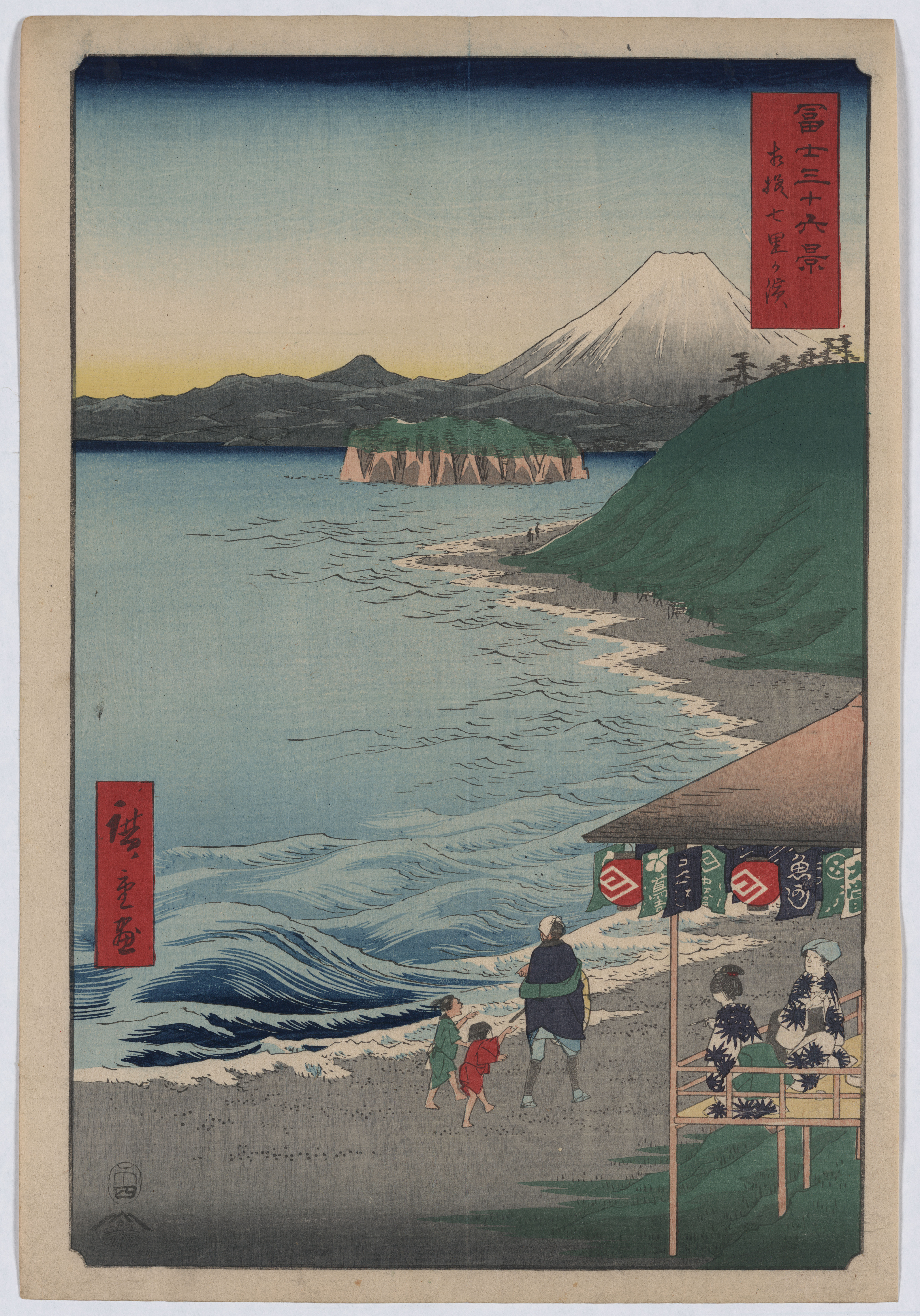
Utagawa Hiroshige: Sagami Shichirigahama aus der Reihe Fuji Sanjūrokkei

Enoshima (japanisch 江の島 oder 江ノ島, „Insel [in] der Bucht“) ist eine kleine Halbinsel mit ungefähr 4 km Umfang an der Mündung des Flusses Katase in die Sagami-Bucht in Japan. Enoshima ist ein Ortsteil der Stadt Fujisawa und mit dem Ortsteil Katase auf dem Festland über einen schmalen Küstenstreifen (Tombolo) wie auch eine 600 m lange Brücke verbunden.
2016 lebten auf der 0,38 km² großen Insel 365 Menschen.
Enoshima liegt im Zentrum der Region Shōnan, einem Feriengebiet an der Küste der Sagami-Bucht. Da die Bucht für ihre malerische Landschaft bekannt ist, werden sie und Enoshima von vielen Urlaubern der nahe gelegenen Metropolregion Tokio-Yokohama besucht.
Der Yachthafen Enoshima, der eigens für die Segelwettbewerbe der Olympischen Sommerspiele 1964 gebaut wurde, war auch Austragungsort für die Segelwettbewerbe der Olympischen Sommerspiele 2020.

## Tourismus und Sehenswürdigkeiten
Bereits 1920 besuchten jährlich über 400.000 Besucher Enoshima. Dies steigerte sich bis zum Höhepunkt 1995 auf 13 Millionen jährlich und fiel 2004/2005 aufgrund des allgemein steigenden Interesses der Japaner an Auslandsreisen wieder auf 8 Millionen.
1934 zeichnete die japanische Regierung Enoshima als Ort mit historischem Wert und landschaftlicher Schönheit aus, zog dies aber 1960 wieder zurück.
Auf Enoshima befindet sich auch das Thermalbad mit angeschlossenem Hotel Enoshima Onsen.

### Höhlen
An der Südseite von Enoshima befinden sich die beiden Iwaya-Höhlen. Die erste, westlich gelegene, gabelt sich in 145 m Tiefe noch einmal in zwei Teilhöhlen auf, die nach dem Shingon-buddhistischen Konzept der Ryōkai Mandara („Mandalas der beiden Welten“) benannt sind: Taizō (japanisch für Sanskrit Garbhakośa „Mutterschoß“) zur Linken und Kongō (japanisch für Sanskrit Vajra „Diamant“) zur Rechten.
Nach dem 1047 vom buddhistischen Mönch Kokei verfassten Enoshima Engi wurde Enoshima von der Göttin der Musik und Unterhaltung Benzaiten erschaffen. Der Tennō Kimmei (509–571) ließ daher in den Höhlen ihr zu Ehren eine Verehrungsstätte errichten. Später diente die Höhle verschiedenen buddhistischen Mönchen als Ort der Askese, darunter Taichō, Kūkai, dem Gründer der Shingon-shū, und Nichiren, auf den sich die Schulen des Nichiren-Buddhismus berufen.
Der linken Mutterschoß-Höhle, die neben vielen buddhistischen Steinstatuen auch einen Schrein für Amaterasu beherbergt, wird nachgesagt, dass sie – besonders im hinteren Teil – wie eine Vagina aussehe. Nach einem Steinschlag 1971 wurde sie erst 1993 wieder eröffnet und verzeichnete bereits im Frühsommer 1995 den einmillionsten Besucher.
Die zweite, östliche Höhle ist einer Drachengottheit gewidmet, die als Schutzgott der Fischer gilt. Der Legende nach erhörte ein 60 m langer Drachen (bzw. eine ebenso große Schlange) das Gebet für Wohlstand von Hōjō Tokimasa, dem Schwiegervater des Gründers des Kamakura-Shōgunats Minamoto no Yoritomo, und ließ drei Schuppen zurück, die später das Familienwappen der Hōjō bildeten.

### Enoshima-Schrein
Die Entstehungsgeschichte des Schreins ist eng mit der Benzaiten-Verehrung in den Iwaya-Höhlen verbunden und geht auf das 9. Jahrhundert zurück. Der Schreinkomplex besteht aus drei Einzelschreinen, dem Okutsumiya im Westen, dem Nakatsumiya im Zentrum und dem Hetsumiya etwas tiefer gelegen nördlich davon. 
Im Zuge der Bewegung „Beseitigt die Buddhas, zerstört die buddhistischen Schriften“ wurde die Verehrung der ursprünglich buddhistischen Wassergöttin Benzaiten, durch die Verehrung der drei weiblichen Munakata-Kami (宗像三女神, Munakata sanjojin) Tagitsuhime no mikoto (Kojiki: 多岐都比売命), Ichikishimahime no mikoto (Kojiki: 市寸島比売命) und Takiribime no mikoto (Kojiki: 多紀理毘売命) ersetzt, die Shinto-Meeresgöttinnen sind.

### Samuel-Cocking-Garten
Nachdem das Land auf der Insel durch die Bewegung „Beseitigt die Buddhas, zerstört die buddhistischen Schriften“ frei wurde, erwarb der britische Kunsthändler Samuel Cocking auf den Namen seiner japanischen Frau einen Großteil davon, um darauf ein 660 m² großes Treibhaus mit unterschiedlichsten tropischen Pflanzen zu errichten, das 1880 als Botanischer Garten Enoshima eröffnet wurde. Anfangs befanden sich darin ungefähr 5000 Pflanzen. 2004 besuchten über 500.000 Besucher das 2003 als Samuel-Cocking-Garten (江の島サムエル・コッキング苑, Enoshima Samueru-Kokkingu-en) neu eröffnete Gelände. Außerdem befindet sich im Garten ein Aussichts- und Leuchtturm, aufgrund seiner Form auch Enoshima's Meereskerze (江の島シーキャンドル, Enoshima Shii-Kyandoru) genannt. Ende Oktober wird das Gelände jedes Jahr für einige Tage mit circa 10.000 Wachskerzen im Rahmen des Shonan Kerzenfestivals geschmückt.

### Chigogafuchi
Eine weitere Sehenswürdigkeit westlich des Okutsumiya ist das 50 m hohe Kliff Chigogafuchi (稚児ヶ淵), von dem aus man den Fuji sehen kann. Dieses wurde daher als eines der 50 schönsten Landschaften der Präfektur ausgezeichnet.

## Verkehrsanbindung
Enoshima ist durch drei Bahnlinien erreichbar: per Odakyū Enoshima-Linie mit Halt am Bahnhof Katase-Enoshima, per Enoshima-Dentetsu-Linie mit Halt am Bahnhof Enoshima und per Shōnan Monorail mit Halt am Bahnhof Shōnan-Enoshima.
Des Weiteren gibt es den Yachthafen Enoshima.